# Jean Pellissier (ski-alpinisme)
Pour les articles homonymes, voir Pellissier.
Jean Pellissier (né le 30 juillet 1972 à Aoste et mort à Saint-Vincent le 27 octobre 2023) est un skieur-alpiniste italien.

## Biographie
Jean Pellissier a commencé le ski-alpinisme en 1997 et a participé la première fois à la course Trophée Mezzalama la même année.
Il est membre de l'équipe nationale depuis 2002.

## Palmarès
- 2003 :
  - 9e, aux Championnats d'Europe par équipes (avec Carlo Battel)
- 2004 :
  - 2e, aux Championnats du monde par équipes (avec Carlo Battel)
  - 4e, aux Championnats du monde en vertical race
  - 5e, aux Championnats du monde au classement combiné
  - 10e, aux Championnats du monde en Individuel
- 2005 :
  - 5e, aux Championnats d'Europe par équipes (avec Carlo Battel)
- 2006 :
  - 6e, aux Championnats du monde par équipes (avec Carlo Battel)
- 2007 :
  - 3e, aux Championnats d'Europe par équipes (avec Guido Giacomelli)

### Pierra Menta
- 2000 : 7e, avec Vincent Meilleur
- 2002 : 7e, avec Olivier Nägele
- 2005 : 3e, avec Guido Giacomelli
- 2007 : 7e, avec Martin Riz

### Trophée Mezzalama
- 1999 : 6e, avec Giuseppe Ouvrier et Ettore Champrétavy
- 2001 : 2e, avec Fabio Meraldi et Stéphane Brosse
- 2003 : 2e, avec Stéphane Brosse et Pierre Gignoux
- 2005 : 3e, avec Manfred Reichegger et Dennis Brunod
- 2007 : 1er, avec Guido Giacomelli et Florent Troillet
- 2009 : 2e, avec Damiano Lenzi et Daniele Pedrini

### Patrouille des Glaciers
- 2000 : 8e (et 3e au classement "seniors II"), avec Giuseppe Ouvrier et Ettore Champrétavy[2]
- 2004 : 1er et record de la course, avec Patrick Blanc et Stéphane Brosse

### Autres courses
- 2003 :
  - 1er, au ski marathon de Sellaronda (avec Luca Negroni)
  - 1er, au Trophée "Rinaldo Maffeis" (avec Luca Negroni)

### Skyrunning
| #   | féminin            | Course                    | Longueur | Départ          | Temps           |
| 1re | Médaille d'or      | Dolomites SkyRace         | 22 km    | 1er août 1999   | 2 h 11 min 20 s |
| 1re | Médaille d'or      | Mount Kinabalu Climbathon | 15 km    | 6 octobre 2000  | 1 h 40 min 47 s |
| 1re | Médaille d'or      | Monte Rosa SkyRace        | 28 km    | 2002            | 2 h 56 min 30 s |
| 3e  | Médaille de bronze | Skyrace Ville d'Aoste     | 30 km    | 21 juillet 2002 | 2 h 15 min 54 s |
| 3e  | Médaille de bronze | Monte Rosa SkyRace        | ?        | 13 juillet 2008 | 2 h 23 min 32 s |